# Jan Taylor
Jan Robert Taylor (ur. 1955) – polski biolog, prof. dr hab., wykładowca Uniwersytetu w Białymstoku, członek Konsystorza Kościoła Ewangelicko-Reformowanego w RP.

## Życiorys
Jest potomkiem szkockiej rodziny Taylor, związanej z parafią ewangelicką w Żychlinie.
Doktorat w zakresie nauk przyrodniczych uzyskał w 1983 w Instytut Ekologii PAN. W 1997 uzyskał stopień doktora habilitowanego nauk biologicznych, a w 2014 uzyskał tytuł profesora.
Wieloletni pracownik i wykładowca Uniwersytetu w Białymstoku. W latach 2002–2008 był dyrektorem Instytutu Biologii UwB, w latach 2008–2019 był kierownikiem Zakładu Ekologii Zwierząt Instytutu Biologii UwB, w latach 2019–2022 był kierownikiem Katedry Ekologii Ewolucyjnej i Fizjologicznej na Wydziale Biologii UwB, a w latach 2009–2024 kierownik Terenowej Stacji Naukowo-Dydaktycznej w Gugnach , w Biebrzański Park Narodowy. 
W maju 2025 został wybrany przez Synod Kościoła Ewangelicko-Reformowanego w RP na zastępcę radcy świeckiego Konsystorza KER w kadencji 2025–2029.